# Kościół Jezusa Chrystusa w Krakowie
Kościół Jezusa Chrystusa w Krakowie (KJCh) – zbór Kościoła Bożego działający w Krakowie, będący społecznością protestancką o charakterze charyzmatycznym.

## Historia
Kościół wywodzi się z krakowskiej wspólnoty „Miriam”, powstałej w 1985. Należała ona do Ruchu Odnowy w Duchu Świętym w kościele rzymskokatolickim. Część osób należących do funkcjonującej w ramach tej wspólnoty grupy studenckiej pod przewodnictwem Wojciecha Włocha w 1991 wystąpiła z kościoła rzymskokatolickiego, stając się częścią nurtu zielonoświątkowego i Ruchu Wiary. Początkowo społeczność spotykała się przy ul. Krakusa, później w siedzibie I Zboru Kościoła Chrześcijan Baptystów przy ul. Wyspiańskiego, a następnie miejsca zgromadzeń były wielokrotnie zmieniane.
12 stycznia 1996 wspólnota została zarejestrowana jako samodzielny Kościół Jezusa Chrystusa w Krakowie. Od końca 1996 miejscem jej spotkań stał się lokal w kamienicy przy placu Szczepańskim 8.
W 2000 wspólnota została przeorganizowana w federację kościołów, przyjmując nazwę Kościół Wiary, a Kościół Jezusa Chrystusa w Krakowie został jednym z jego kościołów lokalnych. W 2004 Kościół Wiary wszedł w skład międzynarodowego Kościoła Bożego, w związku z czym w 2009 został on przemianowany na Kościół Boży w Polsce.
Na początku 2011 nabożeństwa zostały przeniesione do budynku przy ul. Seweryna Goszczyńskiego 8. Od stycznia 2018 siedziba kościoła znajduje się przy ul. Golikówka 12.

## Działalność
Prowadzone są dwa nabożeństwo niedzielne: poranne polskojęzyczne (tłumaczone również na język angielski) oraz popołudniowe w języku rosyjskim i ukraińskim. Podczas nabożeństwa odbywają się zajęcia Kościoła Dziecięcego.
Mają miejsce także spotkania młodzieżowe „Reload” oraz grupy studentów i młodych osób pracujących „Gravity”. Prowadzone są kursy małżeńskie, grupy domowe oraz grupa międzynarodowa „International Ministry”. Działa służba edukacji finansowej „Adar”.
Przy kościele mieści się siedziba biura Kościoła Bożego w Polsce.